# 駿豆鉄道1形電気機関車
駿豆鉄道1形電気機関車（すんずてつどう1がたでんききかんしゃ）は、駿豆鉄道が1921年に導入した凸型の直流用電気機関車である。

## 概要
1921年に車体部分を雨宮製作所が、電気部分を東洋電機製造が担当して製造され、貨物列車の電化を目指していた駿豆鉄道に1-3の3両が納入されたと言われているが、駿豆鉄道に電車を譲渡した大阪高野鉄道が所有していた6，7，8号電気機関車の部品を使って電車を製造した時に、余った電気機関車の車体や部品を使って製造された機関車であるという説もある。
凸型の木造車体の機関車で、運転室扉には幅の広い引戸が採用され、製造された当初は集電装置としてポールを、連結器にバッファーと螺旋連結器を装備した。台車として輸入品のBrill76Eを使用した。
1と2は電化が完成した弘南鉄道に1948年に譲渡されED1とED2を名乗った。客車列車の牽引も担当したED1は1950年に鋼体化、台車も国鉄払い下げのBrill27MCB
に交換された後、1959年にはED202に改番され1962年に廃車となった。調子が良くなかったED2は構内入れ替え用として使われた後1955年に廃車解体され、機器の一部が予備部品として残された。
残る3は1951年に岳南鉄道に譲渡され、デキ3として1968年まで入換に使用された後に廃車となった。

## 主要諸元
- 全長：9,258mm
- 全幅：2,400mm
- 全高：4,460mm
- 運転整備重量：16.3t
- 電気方式：直流600V（架空電車線方式）
- 軸配置：B-B
- 台車形式：ブリル76E
- 主電動機：TDK13-D形(37.3kW)×4基 
  - 歯車比：15:71＝1:4.73
  - 1時間定格出力：149kW
  - 1時間定格引張力：
  - 1時間定格速度：
- 動力伝達方式：歯車1段減速、吊り掛け式
- 制御方式：抵抗制御、2段組み合わせ制御
- 制御装置：直接制御式
- ブレーキ方式：空気ブレーキ、手ブレーキ